# Putinci
Putinci (ćir.: Путинци) su naselje u općini Ruma u Srijemskom okrugu u Vojvodini.

## Stanovništvo
Prema popisu stanovništva iz 2002. godine u naselju Putinci živi 3.244 stanovnika, od čega 2.600 punoljetnih stanovnika s prosječnom starosti od 40,6 godina (39,4 kod muškaraca i 41,8 kod žena). U naselju ima 1.065 domaćinstva, a prosječan broj članova po domaćinstvu je 3,05.
Prema popisu iz 1991. godine u naselju je živjelo 2.890 stanovnika.
| Etnički sastav 2002. |            |        |
| Narod                | Stanovnika |        |
| Srbi                 | 3.083      | 95,03% |
| Jugoslaveni          | 21         | 0,64%  |
| Hrvati               | 20         | 0,61%  |
| Romi                 | 17         | 0,52%  |
| Mađari               | 17         | 0,52%  |
| Muslimani            | 5          | 0,15%  |
| Rusi                 | 3          | 0,09%  |
| ostali               | 12         | 0,36%  |
| nepoznato            | 18         | 0,55%  |

| broj stanovnika | 2251  | 2294  | 3029  | 2938  | 3075  | 2890  | 3244  |
|                 | 1948. | 1953. | 1961. | 1971. | 1981. | 1991. | 2001. |

## Vanjske poveznice
- Karte, položaj vremenska prognoza
- [neaktivna poveznica]